# Георге Албу
Георге Албу (рум. Gheorghe Albu; Арад, 12. септембар 1909. — Фагараш, 26. јун 1974) био је румунски фудбалер и тренер. Био је део фудбалске репрезентације Румуније која је играла на Светском првенству 1934.

## Играчка каријера

### Клуб
Албу је започео каријеру 1924. године, играјући као омладинац за Арад до 1928. године. Године 1929. прешао је у други тим из Арада , Глорију, и играо финале румунског првенства 1929–30, против Јувентуса из Букурешта. Глорија је изгубила у финалу резултатом 0–3.
Године 1933. преселио се у Венус и у својој првој сезони био је крунисан шампионом Румуније. До 1940. године, када је напустио Венус, освојио је четири шампионске титуле. Између 1940. и 1944. године, године када се повукао из професионалног фудбала, Албу је играо за Крајову.

### Репрезентација
Георге Албу је први пут наступио за фудбалску репрезентацију Румуније у мају 1931, у утакмици против Бугарске, коју су победили Румуни резултатом 5–2.
Након тога, одиграо је 39 узастопних наступа у стартној постави за Румунију, укључујући и утакмицу Светског првенства 1934. против Чехословачке, коју су Триколори изгубили 1–2.
После краће паузе поново је позван у репрезентацију на још три узастопна меча.  Деветнаест пута је био капитен репрезентације Румуније.  Последњи меч одиграо је у децембру 1938. против Чехословачке . На овом мечу, противник Георгија Албуа, Јозеф Бикан, постигао је четири гола, пошто је Румунија изгубила 2-6.

## Тренерска каријера
После Другог светског рата, Албу је тренирао бројне тимове, укључујући Крајову, Текстила Сфанту Георгија, Форесту Фалтицени, Дермату Клуж и Арад, а такође је кратко време био и селектор румунске репрезентације. Године 1959. вратио се у Арад, где је био менаџер АМЕФ Арада до 1962. и Вагонул Арада између 1962. и 1964. године. Од 1964. до своје смрти, радио је у Фагарашу, где је тренирао омладинске екипе Нитрамоније Фагараш.

## Трофеји

### Играч
Венус Букурешт
- Прва лига (4): 1933–34, 1938–39, 1939–40, 1948–49